# Élections sénatoriales de 2001 dans l'Isère
Les élections sénatoriales dans l'Isère ont lieu le dimanche 23 septembre 2001. Elles ont pour but d'élire les sénateurs représentant le département au Sénat pour un mandat de neuf années.

## Contexte départemental
Lors des élections sénatoriales du 27 septembre 1992 en Isère, quatre sénateurs ont été élus selon un scrutin majoritaire : Guy-Pierre Cabanel (UDF), Jean Faure (UDF), Jean Boyer (UDF) et Charles Descours (RPR).
Depuis, tous les effectifs du collège électoral des grands électeurs ont été renouvelés, avec les élections législatives de 1997 dans l'Isère, les élections européennes de 1999, les élections régionales françaises de 1998, les élections cantonales de 1998 et 2001 et les élections municipales françaises de 2001.

## Sénateurs sortants
| Sénateur | Sénateur           | Parti | Fonctions lors de l'élection en 1992                     |
| -------- | ------------------ | ----- | -------------------------------------------------------- |
|          | Guy-Pierre Cabanel | UDF   | Sénateur sortant, conseiller général, maire de Meylan    |
|          | Jean Faure         | UDF   | Sénateur sortant, conseiller général, maire d'Autrans    |
|          | Jean Boyer         | UDF   | Sénateur sortant, conseiller général, maire de Gillonnay |
|          | Charles Descours   | RPR   | Sénateur sortant, conseiller général                     |

## Présentation des listes et des candidats
Les nouveaux représentants sont élus pour une législature de 9 ans au suffrage universel indirect par les 2719 grands électeurs du département. Le nombre de sénateurs reste inchangé, 4 sénateurs sont à élire. 
Neuf listes sont présentes.

### Mouvement des citoyens
| N° | Candidats | Candidats              | Parti | Principale fonction                     |
| -- | --------- | ---------------------- | ----- | --------------------------------------- |
| 01 |           | Jean-François Delahais | MDC   |                                         |
| 02 |           | Chantal Marion         | MDC   |                                         |
| 03 |           | Roger Torgue           | MDC   | Adjoint au maire de Bellegarde-Poussieu |
| 04 |           | Christelle Bernard     | MDC   | Conseillère municipale d'Échirolles     |

### Parti socialiste et alliés
| N° | Candidats | Candidats     | Parti | Principale fonction                      |
| -- | --------- | ------------- | ----- | ---------------------------------------- |
| 01 |           | Louis Mermaz  | PS    | Député                                   |
| 02 |           | Annie David   | PCF   | Conseillère municipale de Villard-Bonnot |
| 03 |           | Marc Baietto  | PS    | Conseiller général, maire d'Eybens       |
| 04 |           | Éliane Giraud | PS    | Conseillère régionale                    |

### Les Verts
| N° | Candidats | Candidats          | Parti | Principale fonction                        |
| -- | --------- | ------------------ | ----- | ------------------------------------------ |
| 01 |           | Françoise Lhuiller | Verts | Conseillère municipale de Bourgoin-Jallieu |
| 02 |           | Marc Ottogalli     | Verts |                                            |
| 03 |           | Florence Jousselin | Verts |                                            |
| 04 |           | François Liénard   | Verts | Conseiller municipal de Villefontaine      |

### Union pour la démocratie française
| N° | Candidats | Candidats             | Parti | Principale fonction                                   |
| -- | --------- | --------------------- | ----- | ----------------------------------------------------- |
| 01 |           | Jean Faure            | UDF   | Sénateur sortant, conseiller général, maire d'Autrans |
| 02 |           | Marie-Christine Tardy | RPR   | Conseillère régionale, maire de Meylan                |
| 03 |           | Joseph Manchon        | DL    | Conseiller général, maire de Côte-Saint-André         |
| 04 |           | Michèle Cedrin        | DVD   | Adjointe au maire de Vienne                           |

### Démocratie libérale
| N° | Candidats | Candidats           | Parti | Principale fonction           |
| -- | --------- | ------------------- | ----- | ----------------------------- |
| 01 |           | Bernard Saugey      | DL    | Conseiller général            |
| 02 |           | Andrée Rabilloud    | DVD   | Maire de Saint-Agnin-sur-Bion |
| 03 |           | Michel Octru        | DVD   | Maire de Claix                |
| 04 |           | Marie-Thérèse Roche | RPR   | Maire de Goncelin             |

### Rassemblement pour la République
| N° | Candidats | Candidats         | Parti | Principale fonction                   |
| -- | --------- | ----------------- | ----- | ------------------------------------- |
| 01 |           | Charles Descours  | RPR   | Sénateur sortant, conseiller général  |
| 02 |           | Annie Chanut      | DVD   |                                       |
| 03 |           | Christian Rival   | RPR   | Conseiller général, maire de Morestel |
| 04 |           | Camille Chatelard | DVD   | Maire d'Avignonet                     |

### Front national
| N° | Candidats | Candidats          | Parti | Principale fonction                   |
| -- | --------- | ------------------ | ----- | ------------------------------------- |
| 01 |           | Pierre Vernet      | FN    |                                       |
| 02 |           | Bénédicte Langlois | FN    |                                       |
| 03 |           | Hugues Girard      | FN    | Conseiller municipal de Villefontaine |
| 04 |           | Isabelle Ové       | FN    |                                       |

### Mouvement national républicain
| N° | Candidats | Candidats          | Parti | Principale fonction |
| -- | --------- | ------------------ | ----- | ------------------- |
| 01 |           | Henry Després      | MNR   | Conseiller régional |
| 02 |           | Marie-Louise Vadot | MNR   |                     |
| 03 |           | Alain Dugelay      | MNR   | Conseiller régional |
| 04 |           | Béatrice Vellieux  | MNR   |                     |

### Union des contribuables français
| N° | Candidats | Candidats             | Parti | Principale fonction |
| -- | --------- | --------------------- | ----- | ------------------- |
| 01 |           | Gérard Maudrux        | UCF   |                     |
| 02 |           | Claudine Danon        | UCF   |                     |
| 03 |           | Marc Barthélémy       | UCF   |                     |
| 04 |           | Anne-Marie Lafaverges | UCF   |                     |

## Résultats
| Tête de liste  | Tête de liste          | Liste          | Voix  | %      | Élus |
| -------------- | ---------------------- | -------------- | ----- | ------ | ---- |
|                | Louis Mermaz           | PS-PCF         | 989   | 37,17  | 2    |
|                | Bernard Saugey         | DL-RPR         | 580   | 21,80  | 1    |
|                | Jean Faure             | UDF-RPR-DL     | 474   | 17,81  | 1    |
|                | Charles Descours       | RPR            | 354   | 13,30  |      |
|                | Françoise Lhuiller     | Verts          | 127   | 4,77   |      |
|                | Jean-François Delahais | MDC            | 86    | 3,23   |      |
|                | Gérard Maudrux         | UCF            | 30    | 1,13   |      |
|                | Pierre Vernet          | FN             | 11    | 0,41   |      |
|                | Henry Després          | MNR            | 10    | 0,38   |      |
|                |                        |                |       |        |      |
| Inscrits       | Inscrits               | Inscrits       | 2 719 | 100,00 |      |
| Abstentions    | Abstentions            | Abstentions    | 27    | 0,99   |      |
| Votants        | Votants                | Votants        | 2 692 | 99,01  |      |
| Blancs et nuls | Blancs et nuls         | Blancs et nuls | 31    | 1,14   |      |
| Exprimés       | Exprimés               | Exprimés       | 2 661 | 97,87  |      |